# Stuart Davenport
Pour les articles homonymes, voir Davenport.
Stuart Davenport, né le 21 septembre 1962 à Auckland, est un joueur professionnel de squash représentant la Nouvelle-Zélande. Il atteint, en février 1986, la 3e place mondiale sur le circuit international, son meilleur classement. Il remporte l'US Open en 1986. 

## Biographie
Stuart Davenport apprend à jouer au squash à Christchurch et se révèle un junior exceptionnel (surtout après une poussée de croissance à l'âge de 15 ans aidant le côté physique de son jeu). Entraîné par le réputé Dardir El Bakary, Stuart Davenport développe un excellent jeu offensif avec toute la gamme de volées d'attaque.
En 1980, il mène l'équipe néo-zélandaise junior à la troisième place au Championnat mondial junior en Suède (après avoir terminé troisième lui-même dans l'épreuve individuelle). Cette même année, il remporte le titre britannique des moins de 19 ans et en 1982 il remporte les championnats britanniques de moins de 23 ans.
Une carrière professionnelle respectable s'ensuit, dont les points forts sont une place de demi-finaliste aux championnats du monde individuels 1983 qui se tiennent en Nouvelle-Zélande, et plusieurs contributions remarquables pour la Nouvelle-Zélande dans les championnats du monde par équipes. Malheureusement, il côtoie les deux légendes pakistanaises du jeu Jahangir Khan et Jansher Khan qui ne laissèrent que des miettes à leurs adversaires pendant plus de 15 ans ainsi que son compatriote Ross Norman vainqueur de l'invincible Jahangir en finale du championnat du monde 1986 au terme d'un match entré dans l'histoire du squash.

## Palmarès

### Titres
- US Open : 1986
- Championnat de Nouvelle-Zélande : 1983

### Finales
- Championnats du monde par équipes : 2 finales (1985, 1987)